# Amparo Fernández
Amparo Fernández (Valencia, 21 febbraio 1961) è un'attrice spagnola, nota per aver interpretato il ruolo di Susana Ruiz nella soap Una vita (Acacias 38).

## Biografia
Amparo Fernández è nata il 21 febbraio 1961 a Valencia (Spagna), e oltre alla recitazione si occupa anche di teatro.

## Carriera
Amparo Fernández dal 2000 al 2012 ha recitato nel medical drama Hospital Central, mentre nel 2001 ha cominciato a lavorare nella serie drammatica Cuéntame cómo pasó. Poi ha recitato in serie come Ventdelplà, Aída, La que se avecina, B&b, de boca en boca, Sé quién eres e Señoras del (h)AMPA. Ha anche preso parte a diversi film come nel 2006 in El síndrome de Svensson, nel 2010 in Tres metros sobre el cielo, nel 2011 in Bed Time (Mientras duermes), nel 2016 in Vulcania, nel 2020 in La Última Cena, nel 2021 in El sustituto e nel 2022 in HollyBlood. Dal 2015 al 2021 è stata scelta da TVE per interpretare il ruolo di Susana Ruiz nella soap opera Una vita (Acacias 38) e dove ha recitato insieme ad attori come Raúl Cano, María Tasende, Miguel Diosdado, Sandra Marchena, Jorge Pobes, Antonio Lozano, Jordi Coll e Marian Arahuetes.

## Filmografia

### Cinema
- El síndrome de Svensson, regia di Kepa Sojo (2006)
- Tres metros sobre el cielo, regia di Fernando González Molina (2010)
- Bed Time (Mientras duermes), regia di Jaume Balagueró (2011)
- Vulcania, regia di José Skaf (2015)
- La Última Cena, regia di Toni Agustí e María Sánchez Torregrosa (2020)
- El sustituto, regia di Óscar Aibar (2021)
- HollyBlood, regia di Jesús Font (2022)

### Televisione
- La huella del crimen – serie TV (1985)
- Hospital Central – serie TV (2000-2012)
- Severo Ochoa. La conquista de un Nobel – miniserie TV (2001)
- Otra ciudad, regia di César Martínez Herrada – film TV (2003)
- Arroz y tartana, regia di José Antonio Escrivá – film TV (2003)
- El cor de la ciutat – serie TV (2009)
- Ventdelplà – serie TV (2009)
- Cuéntame cómo pasó – serie TV (2011)
- Germanes, regia di Carol López – film TV (2011)
- La Riera – serie TV (2011-2014)
- Aída – serie TV (2013)
- La que se avecina – serie TV (2013-2014)
- B&b, de boca en boca – serie TV (2015)
- Res no tornarà a ser com abans, regia di Carol López – film TV (2015)
- Una vita (Acacias 38) – soap opera, 1290 episodi (2015-2021)
- Estudio 1 – serie TV (2016)
- Sé quién eres – serie TV (2017)
- Señoras del (h)AMPA – serie TV (2019)
- Todo lo otro – serie TV (2021)
- Després de tu – serie TV (2022)
- Madres. Amor y vida – serie TV (2022)
- Desaparecidos – serie TV (2022)

### Cortometraggi
- Manual de amor, regia di Ricardo Molina (2004)
- Detalles, regia di Octavio Guerra (2009)
- Sí, quiero (Corredor), regia di Alfonso Sánchez (2021)

## Teatro
- Ananda dansa, con la compagnia stabile di danza contemporanea diretta da Rosangeles Valls ed Edison Valls (1981-1995)
- Las troyanas de eurípidies, diretto da Irene Papas-Jurguen Muller, presso il teatro de la Generalitat Valenciana (2000)
- La ronda, diretto da Ximo Solano, presso il teatro Micalet (2000)
- El diluvio que viene, diretto da José Luis Moreno (2002)
- Bailando bailando, diretto da Joan Peris, presso il teatro Micalet (2003)
- 987 Días, diretto da Carol López, presso il teatro Micalet (2006)
- Germanes, diretto da Carol López (2008)
- Bulevar, diretto da Carol López (2010)
- Julieta y Romeo, diretto da Marc Martínez (2011)
- La gaviota, diretto da Eduardo Vasco, presso il teatro de la Generalitat Valenciana (2011)
- La gente, diretto da Jaume Pérez (2012)
- Hermanas, diretto da Carol López, presso il teatro Maravillas di Madrid (2013-2014)
- El crimen de la hermana bell, presso il teatro Rialto a Valencia (2014-2015)
- Tierra del fuengo, diretto da Claudio Tolcachir (2017)
- Las Bárbaras, diretto da Carol López (2019-2020)
- Sombra y realidad, diretto da Pilar G. Almansa, presso il teatro Español (2020)
- La casa del dolor, diretto da Víctor Sánchez Rodríguez, presso il teatro nazionale Cataluña (2022)

## Doppiatrici italiane
Nelle versioni in italiano dei suoi film e delle sue serie TV, Amparo Fernández è stata doppiata da:
- Patrizia Scianca[11] in Una vita[12]

## Riconoscimenti
- Premio crítica Barcellona
  - 2008: Vincitrice come Miglior attrice